# Dumitru Dumitriu
Dumitru Dumitriu (Bucarest, 19 novembre 1945) è un allenatore di calcio ed ex calciatore rumeno, di ruolo centrocampista.

## Palmarès

### Giocatore

#### Club
- Coppa di Romania: 3

Steaua Bucarest: 1968-1969, 1969-1970, 1970-1971

### Allenatore
- Campionato rumeno: 3

Steaua Bucarest: 1994-1995, 1995-1996, 1996-1997
- Coppa di Romania: 2

Steaua Bucarest: 1995-1996, 1996-1997
- Supercoppa di Romania: 2

Steaua Bucarest: 1994, 1995